# Kanton Beuvry
Kanton Beuvry is een kanton in het Franse departement Pas-de-Calais. Het kanton maakt deel uit van het arrondissement Béthune. Kanton Beuvry is in 2015 ontstaan uit de kantons Béthune-Est, Béthune-Sud, Cambrin, Laventie en Nœux-les-Mines.

## Gemeenten
Het kanton Beuvry omvat de gemeenten:
- Beuvry (hoofdplaats)
- La Couture (Nederlands: De Kouter)
- Essars
- Fleurbaix (Nederlands: Vloerbeek)
- Hinges
- Laventie (Nederlands: Wentie)
- Locon (Nederlands: Lockon)
- Neuve-Chapelle (Nederlands: Nieuwkappel of Nieuwkapelle)
- Richebourg
- Sailly-sur-la-Lys (Nederlands: Zelleken of Zellebeke)
- Verquin (Nederlands: Werkin)
- Verquigneul
- Vieille-Chapelle (Nederlands: Oudkapelle)